# Рыков, Александр Ильич
Александр Ильич Рыков (1900—1994) — советский железнодорожник, Герой Социалистического Труда.

## Биография
Родился 28 октября 1900 года[по какому календарю?] в семье крестьянина, в Волоколамске.
В 1916 году окончил высшее начальное училище, в 1919 году — учительскую семинарию в селе Поливаново Подольского уезда. Стал работать учителем в начальной школе в родном городе, но недолго.
В том же 1919 году вступил в Красную Армию и был направлен на курсы комсостава артиллерии в городе Москве. Курсантом принимал участие в боях против Юденича под Петроградом. В 1920 году был направлен в 9-ю армию на Кавказский фронт. Был начальником разведки гаубичного дивизиона, командиром батареи. Военную карьеру прервал несчастный случай и в 1928 году Рыков был комиссован.
Поступил работать счетоводом Северо-Западных железнодорожных мастерских. В 1930 году поступил в Ленинградский институт инженеров железнодорожного транспорта. Во время учёбы проходил производственную практику на разных дистанциях пути, отлично защитил диплом по теме «Железнодорожная линия Караганда — КарГРЭС».
По окончании учёбы был направлен на должность строительного мастера на строительство железной дороги Караганда — Балхаш. Позднее здесь же работал помощником прораба, производителем работ. В 1938 году, после смерти отца, вернулся на родину в Подмосковье (за престарелой матерью нужен был уход). Стал работать учителем в средней школе поселка Шаховского.
Летом 1939 года Рыков уже работал по своей специальности — заместителем начальника ремонтно-путевого участка на станции Волховстрой Кировской железной дороги, а осенью того же года назначен заместителем начальника дистанции пути. Летом 1940 года назначен уже начальником Волховстроевской дистанции пути. На этом посту его и застала Великая Отечественная война.
Волховстроевский железнодорожный узел, работавший на четыре направления, с началом военных действий принял особое значение. В первую очередь через узел шло снабжение осажденного Ленинграда. Работать приходилось практически в боевых условиях, под постоянными бомбардировками гитлеровцев. Враг постоянно старался прервать движение по магистрали, разрушить в первую очередь мосты. В трудное время А. И. Рыков работал самоотверженно, организовывал путейцев, которые под обстрелами и бомбежкой восстанавливали поврежденные пути и даже строили новые. Частью легендарной Дороги жизни стал участок линии до берега Ладожского озера, откуда грузы шли в осажденный город уж другим транспортом. За выполнение восстановительных работ и обеспечение воинских перевозок Волховскому и Ленинградскому фронтам летом 1942 года он был награждён орденом Трудового Красного Знамени.
Особое значение Волховстроевский узел приобрел после прорыва сплошной блокады в начале 1943 года; 4 февраля открылось прямое сообщение через Поляны и Шлиссельбург с Ленинградом. Гитлеровцы ещё с большей настойчивостью бомбили Волховстрой, только за март-июнь 1943 года на станцию было произведено 20 налетов и сброшено свыше 1300 самолетов. Особое внимание враг уделял уничтожению мостов через реку Волхов. В июне 1943 года во время налета 177 бомбардировщиков был повреждено сразу два моста (основной и дублер, построенные ещё в 1941 году).
Указом Президиума Верховного Совета СССР от 5 ноября 1943 года «за особые заслуги в обеспечении перевозок для фронта и народного хозяйства и выдающиеся достижения в восстановлении железнодорожного хозяйства в трудных условиях военного времени» начальнику Волховстроевской дистанции пути Северной железной дороги Рыкову Александру Ильичу присвоено звание Героя Социалистического Труда с вручением ордена Ленина и золотой медали «Серп и Молот».
В 1944 году ему было присвоено персональное звание директора-полковника пути и строительства.
В июне 1946 года А. И. Рыков был назначен заместителем начальника Управления пути и искусственных сооружений Северо-Западного округа железных дорог. Однако он стремился к практической работе, и в 1949 году принял должность заместителя начальника Октябрьской железной дороги. На этом посту трудился до выхода на пенсию в октябре 1962 года. Даже на пенсии он не смог сидеть дома, ещё 10 лет продолжал трудиться заместителем начальника 306-го стройуправления треста «Севзаптрансстрой».
Жил в городе Санкт-Петербурге. Награждён орденами Ленина, Трудового Красного Знамени, медалями; знаком «Почетный железнодорожник».